# Lijst van nummer 1-hits in de Vlaamse Ultratop 50 in 2003
De volgende hits stonden in 2003 op nummer 1 in de Vlaamse Ultratop 50.
| Nummer | Datum        | Artiest                                    | Titel                              |
| ------ | ------------ | ------------------------------------------ | ---------------------------------- |
| 94     | 4 januari    | Eminem                                     | Lose yourself                      |
|        | 11 januari   | Eminem                                     | Lose yourself                      |
|        | 18 januari   | Eminem                                     | Lose yourself                      |
| 95     | 25 januari   | Jasper Steverlinck, Steven & Stijn Kolacny | Life on Mars                       |
|        | 1 februari   | Jasper Steverlinck, Steven & Stijn Kolacny | Life on Mars                       |
|        | 8 februari   | Jasper Steverlinck, Steven & Stijn Kolacny | Life on Mars                       |
|        | 15 februari  | Jasper Steverlinck, Steven & Stijn Kolacny | Life on Mars                       |
|        | 22 februari  | Jasper Steverlinck, Steven & Stijn Kolacny | Life on Mars                       |
|        | 1 maart      | Jasper Steverlinck, Steven & Stijn Kolacny | Life on Mars                       |
|        | 8 maart      | Jasper Steverlinck, Steven & Stijn Kolacny | Life on Mars                       |
|        | 15 maart     | Jasper Steverlinck, Steven & Stijn Kolacny | Life on Mars                       |
| 96     | 22 maart     | Céline Dion                                | I drove all night                  |
| 97     | 29 maart     | Spring                                     | Spring                             |
|        | 5 april      | Spring                                     | Spring                             |
|        | 12 april     | Spring                                     | Spring                             |
|        | 19 april     | Spring                                     | Spring                             |
|        | 26 april     | Spring                                     | Spring                             |
|        | 3 mei        | Spring                                     | Spring                             |
|        | 10 mei       | Spring                                     | Spring                             |
|        | 17 mei       | Spring                                     | Spring                             |
| 98     | 24 mei       | Peter Evrard                               | For you                            |
|        | 31 mei       | Peter Evrard                               | For you                            |
|        | 7 juni       | Peter Evrard                               | For you                            |
| 99     | 14 juni      | The Underdog Project & Sunclub             | Summer jam 2003                    |
|        | 21 juni      | The Underdog Project & Sunclub             | Summer jam 2003                    |
|        | 28 juni      | The Underdog Project & Sunclub             | Summer jam 2003                    |
|        | 5 juli       | The Underdog Project & Sunclub             | Summer jam 2003                    |
|        | 12 juli      | The Underdog Project & Sunclub             | Summer jam 2003                    |
|        | 19 juli      | The Underdog Project & Sunclub             | Summer jam 2003                    |
|        | 26 juli      | The Underdog Project & Sunclub             | Summer jam 2003                    |
|        | 2 augustus   | The Underdog Project & Sunclub             | Summer jam 2003                    |
|        | 9 augustus   | The Underdog Project & Sunclub             | Summer jam 2003                    |
| 100    | 16 augustus  | Wim Soutaer                                | Allemaal                           |
|        | 23 augustus  | Wim Soutaer                                | Allemaal                           |
| 101    | 30 augustus  | Brahim                                     | Turn the music up                  |
|        | 6 september  | Brahim                                     | Turn the music up                  |
| 100    | 13 september | Wim Soutaer                                | Allemaal                           |
| 101    | 20 september | Brahim                                     | Turn the music up                  |
| 102    | 27 september | Lumidee                                    | Never leave you (Uh oooh, Uh oooh) |
| 103    | 4 oktober    | The Black Eyed Peas                        | Where is the love?                 |
|        | 11 oktober   | The Black Eyed Peas                        | Where is the love?                 |
|        | 18 oktober   | The Black Eyed Peas                        | Where is the love?                 |
|        | 25 oktober   | The Black Eyed Peas                        | Where is the love?                 |
| 104    | 1 november   | Sarah & Koen Wauters                       | You're the Reason                  |
|        | 8 november   | Sarah & Koen Wauters                       | You're the Reason                  |
|        | 15 november  | Sarah & Koen Wauters                       | You're the Reason                  |
|        | 22 november  | Sarah & Koen Wauters                       | You're the Reason                  |
|        | 29 november  | Sarah & Koen Wauters                       | You're the Reason                  |
| 105    | 6 december   | Natalia                                    | I've only begun to fight           |
|        | 13 december  | Natalia                                    | I've only begun to fight           |
| 106    | 20 december  | The Black Eyed Peas                        | Shut up                            |
|        | 27 december  | The Black Eyed Peas                        | Shut up                            |